# Fonbeauzard
Fonbeauzard è un comune francese di 2 868 abitanti situato nel dipartimento dell'Alta Garonna nella regione dell'Occitania.

## Società

### Evoluzione demografica
Abitanti censiti